# Cycnoderus lividus
Cycnoderus lividus là một loài bọ cánh cứng trong họ Cerambycidae.